# Manuel Patricio Rodríguez García
Manuel Patricio Rodríguez García, född 17 mars 1805 i Zafra, död 2 juli 1906 i London, var en spansk sångpedagog. Son till Manuel del Pópulo Vicente García (och således ofta omnämnd som Manuel García d.y.) samt bror till sångerskorna Pauline Viardot-Garcia och Maria Malibran.
Han utövade i sångundervisningen ett epokgörande inflytande. Han följde sin far på dennes resor, uppträdde även som operasångare (baryton), men överansträngde rösten och ägnade sig efter 1829, liksom fadern, åt sångundervisningen, som han sökte att grunda, inte bara på tradition, smak och praxis, såsom föregående sånglärare gjort, utan även på fasta fysiologiska principer och forskningar över människoröstens natur.

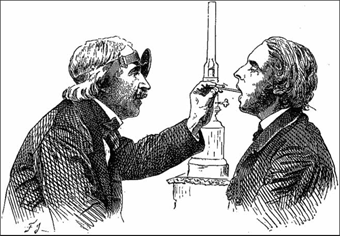
laryngoskopet

En frukt av hans undersökningar var (1854) den sedermera av både läkare och artister med allmänt erkännande mottagna och använda struphuvudspegeln (laryngoskopet), för vilken uppfinning han blev medicine hedersdoktor i Königsberg. En tidigare frukt var avhandlingen Mémoire sur la voix humaine (inlämnad till franska vetenskapsakademien 1841), på grund av vilken han 1847 blev professor vid konservatoriet. Han gör i denna bok viktiga observationer angående skillnaden mellan "bröströst" och "falsett" ävensom mellan "ljus" och "mörk" timbre. Ett annat arbete, Traité complet de Vari du chant (1847), erkändes såsom samtidens bästa sångskola. 
Alltifrån 1850 verkade García i London, där han blev sånglärare vid kungliga musikakademien och enskild utbildade elever, ännu i sitt 100:e år vid full kraft. Att hans praktiska förtjänster varit de teoretiska jämbördiga, vittnar flera av honom uppfostrade sångkonstnärer av första ordningen, till exempel Mathilde Marchesi, Julius Stockhausen och Charles Santley samt i Sverige Jenny Lind, Henriette Nissen-Saloman, Isidor Dannström och Julius Günther.